# میمون‌کاکلی
میمون‌کاکُلی (نام علمی: Presbytis) نام یک سرده از زیرخانواده شست‌بریدگان است.